# Xavier Bueno
Xavier Bueno (Vera de Bidasoa, 16 gennaio 1915 – Fiesole, 17 luglio 1979) è stato un pittore spagnolo naturalizzato italiano.

## Biografia
Xavier nacque a Vera de Bidasoa il 16 gennaio 1915, figlio dello scrittore e giornalista Javier Bueno (1883-1967), allora corrispondente a Berlino del quotidiano ABC di Madrid, padre di Caterina Bueno e di Raffaele Bueno.
Trascorse parte dell'infanzia in Spagna dove frequentò l'Accademia di San Fernando a Madrid con Velasquez Diaz, ma nel 1925 si trasferì con la famiglia a Ginevra dove si iscrisse, dopo aver frequentato il liceo, all'Accademia di Belle Arti.
Nel 1937 si trasferì a Parigi e presentò le sue opere, caratterizzate da una forte impronta di realismo "spagnolo", al "Salon des Tuileries", al "Salon d'Automne", al "Salon des Indépendants" e al "Salon d'Art Mural"; inoltre espose al Padiglione Spagnolo della Mostra Universale di New York. 
Nel gennaio del 1940 si trasferì in Italia, dove si unì insieme al fratello Antonio, a Pietro Annigoni, Alfredo Serri e Gregorio Sciltian nel gruppo dei "Pittori Moderni della Realtà".
L'esperienza della guerra civile spagnola prima e di quella italiana poi, indirizzò sempre più l'artista verso un realismo legato a motivi di forte contenuto sociale.
Alla fine degli anni quaranta, in concomitanza con la crisi del gruppo, i rapporti fra Xavier e il fratello Antonio cominciarono a mutare, dopo anni di percorso comune. Le cause sono da ricercarsi nella progressiva diversificazione delle loro rispettive personalità artistiche: specialmente per Antonio, il minore dei due, parve vitalmente necessaria una rivendicazione d'indipendenza dal fratello, ex maestro d'arte e detentore di un'autorità (vera o presunta). Si trattava tuttavia di un dissenso più stilistico-concettuale che non umano-personale. 
Dopo la separazione, la collaborazione tra i due andò man mano esaurendosi. Ci fu tempo solo per un'ultima mostra comune, tenutasi nel 1952 alla galleria fiorentina di "Numero"; servirono sedici anni perché espongano di nuovo insieme. 
Emblematico è il ricordo di Xavier tracciato dal poeta Salvatore Quasimodo:
Tra il 1959 e il 1964 Xavier creò il ciclo dei "Bambini", immagini sofferenti e malinconiche opere simboliche di un'umanità avvilita ed oppressa, che l'artista presentò alla rassegna "España libre". 
Da allora la sua ricerca approfondì questa direttrice, proponendo le sue caratteristiche immagini di teneri volti ed acerbi corpi di adolescenti.
Il 17 luglio 1979 morì nella sua adottiva Fiesole.